# Пинхасов, Роберт Абрамович
Ро́берт Абра́мович Пинха́сов — бухарско-еврейский общественный и научный деятель, медицинский работник, доцент, автор и соавтор ряда книг, учебных пособий, докладов и статей.
С 1992 года президент Общественно-научного центра «Рошнои», директор проекта, редактор и соавтор двухтомника «История бухарских евреев. Новый и новейший период» (2005). Автор большой энциклопедии «Бухарские евреи. Энциклопедический справочник», составитель телефонно-информационных справочников «Бухарские евреи в США и Канаде» (1995, 1998, 2000, 2005). С 1993 года вице-президент Американо-русского медицинского общества – ARMS.
Член Координационного совета Всемирного конгресса русскоязычного еврейства (ВКРЕ) - 2002-2006. Председатель Оргкомитета I, III, V научно-практических конференций по истории и культуре бухарских евреев (1995, 2000, 2012) в Нью-Йорке, с изданием тезисов. Член Оргкомитета IV конференции по истории и культуре бухарских евреев (2003, Иерусалим). Соорганизатор двух международных конференций русскоязычных врачей и биологов (1997, 1998. Нью-Йорк). Также работает консультантом в медицинских офисах Нью-Йорка и других городов США.
Роберт Пинхасов в 1960 году окончил лечебный факультет Ташкентского медицинского института, работал врачом окружного военного госпиталя № 340, позднее заведовал урологическим отделением клинической больницы № 1 в Ташкенте, также работал в качестве ассистента и доцента в кафедре урологии и оперативной нефрологии ТашМИ.
В 1992 году переехал в США, в город Нью-Йорк. Является автором и соавтором 112 научных статей, 55-х книг и 6-х справочников. Его книги были написаны на русском языке и переведены на узбекский, английский и иврит. Автор ряда книг, таких как «Мужчинам о мужчинах» (1999), «Бухарские евреи в медицине» (2001), «Бухарские евреи. Энциклопедический справочник» (русское издание в 2008, английское издание в 2010), «Бухарские евреи» (на русском и английском, 2010), «Бухарские евреи. Очерки» (на иврите, 2011), «Бухарские евреи. Кто есть кто» (на русском и английском, 2011) «Учёные – бухарские евреи» (на русском и английском, 2011), «Деятели искусств – бухарские евреи» (на русском и английском, 2012). «На волне памяти» (на русском и английском, 2011),  «Традиции и быт бухарских евреев» (на русском и английском, 2012), «Бухарские евреи. Книга памяти» (2013), также автор учебных пособий  «Методические рекомендации к занятиям по урологии для студентов IV курса» (1987) и «Пособие по урологии для студентов VI курса (субординаторов)» (1988).
Также является соавтором книг «Словарь по еврейским традициям» (2003), «Американская медицинская семейная энциклопедия» (2003), «Серебряный возраст – наше здоровье» (2004), «A History and Culture of the Bukharian Jews» (2007, 2012), «Нам 20 лет» (2012) и другие.